# Leptotogea pseudexcellens
Leptotogea pseudexcellens là một loài tò vò trong họ Ichneumonidae.